# José Joaquín de Olmedo

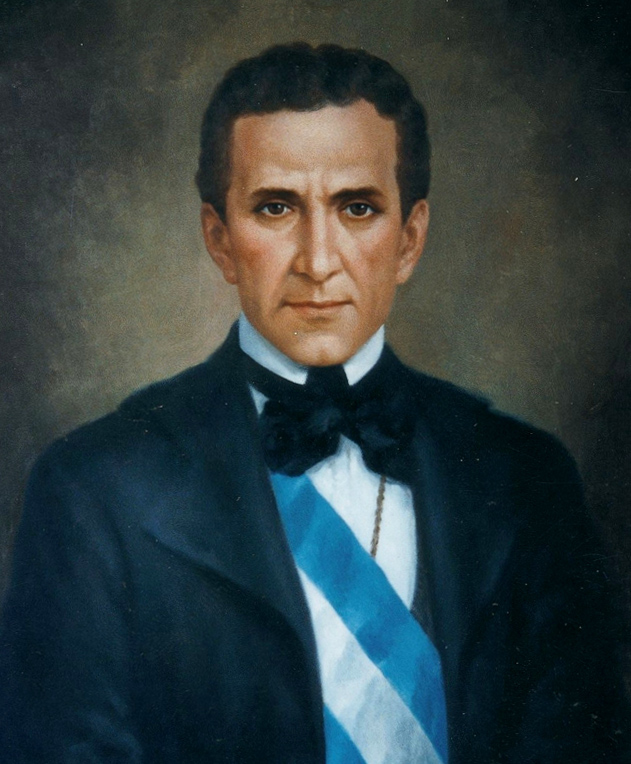
José Joaquín de Olmedo

José Joaquín de Olmedo (* 20. März 1780 in Guayaquil, Vizekönigreich Neugranada; † 19. Februar 1847 ebenda, Ecuador) war ein ecuadorianischer Rechtsanwalt, Schriftsteller und Politiker.

## Leben
Olmedo war der Sohn eines Spaniers und eine gebürtigen Guayaquilenerin. Seinen Schulbesuch absolvierte er in Quito und studierte anschließend an der Universität von Lima Philosophie und Jura. 1805 konnte er dieses Studium erfolgreich mit einer Promotion beenden. Im Anschluss daran betraute man ihn mit einem Lehrauftrag am Lehrstuhl für Zivilrecht (Colegio de San Carlos).  
Mit Wirkung vom 1. Februar 1808 wurde Olmedo als Rechtsanwalt zugelassen und als solcher an die Real Audiencia de Quito berufen. 1811 repräsentierte er seine Heimat Guayaquil am Cortes von Cádiz. Als König Ferdinand VII. die Regierungsgewalt übernahm, löste er die Cortes mit sofortiger Wirkung auf und Olmedo musste wie alle anderen Abgeordneten nach Hause zurückkehren. 
1820 erklärte sich Guayaquil als freie Provinz unabhängig und Olmedo wurde deren erster Präsident. Als solcher vertrat er 1823 seine Heimat am peruanischen Kongress als Abgeordneter. Nach dem Anschluss der Provinz an Großkolumbien repräsentierte Olmedo auf Wunsch von Simón Bolívar von 1825 bis 1828 das Land am englischen Hof von Wilhelm IV. 1828 bis 1829 war er Außenminister Großkolumbiens.
Als Kämpfer für die Unabhängigkeit Ecuadors trat Olmedo Simon Bolívars letztem Kabinett nicht mehr bei. 1830, nach der Loslösung Ecuadors (und Venezuelas) von Großkolumbien, schloss er seine Heimatprovinz Guayaquil an Ecuador an und wurde kurzzeitig ecuadorianischer Vizepräsident. In den 1830er Jahren handelte er die Grenzziehung zur Republik Neugranada mit aus, die den größeren Teil des früheren Großkolumbiens umfasste. Nach dem von ihm initiierten Sturz von Präsident Juan José Flores im Juni 1845 wählte man Olmedo mit Wirkung vom 18. Juni zum Vorsitzenden einer provisorischen Regierung Ecuadors. Dieses Amt als Staatschef gab er am 8. Dezember 1845 an den neuen Präsidenten Vicente Ramón Roca wieder ab.
Vier Wochen vor seinem 67. Geburtstag starb Olmedo am 19. Februar 1847 in Guayaquil und fand dort auch seine letzte Ruhestätte.
Der neue Flughafen von Guayaquil trägt seinen Namen zu seinen Ehren.

## Werke (Auswahl)
als Autor
- Clemente Ballén (Hrsg.): Poesías. Garnier, Paris 1896
- Manuel N. Corpancho (Hrsg.): Obras inéditas de Olmedo. Nabor Chavez, Mexiko 1862.
- Aurelio Espinosa Pólit (Hrsg.): Obras completas. Talleres gráficos nacionales, Quito 1945 (Clásicos ecuatorianos; 5).
- La victoria de Junín. Canto a Bolívar. 1825.
- Al general Flores. Vencedor en Miñarica. 1835

als Übersetzer
- Alexander Pope: An Essay on Man